# فان هيلين
فان هالين؛ فرقة روك أمريكية تشكلت في باسادينا، كاليفورنيا، في عام 1972. وقد اشتهرت Van Halen ب "إعادة موسيقى الروك إلى صدارة المشهد الموسيقي" ، وكانت معروفة بعروضها الحية النشطة ولبراعة عازف الجيتار الرئيسي إيدي فان هالين. تم إدخال الفرقة إلى قاعة مشاهير الروك أند رول في عام 2007.
منذ عام 1974 حتى عام 1985 ، تألف فان هالين من إيدي فان هالين. شقيق إيدي ، عازف الدرامز أليكس فان هالين ؛ المنشد ديفيد لي روث ؛ وعازف الجيتار / المطرب مايكل أنتوني .  عند إصداره في عام 1978 ، وصل الألبوم الأول للفرقة الذي يحمل عنوانًا ذاتيًا إلى رقم 19 على قوائم Billboard موسيقى البوب وسيبيع أكثر من 10 ملايين نسخة في الولايات المتحدة بحلول عام 1982 ، أصدرت الفرقة أربعة ألبومات أخرى ( Van Halen II ، Women and Children أولاً ، Fair Warning ، و Diver Down ) ، وقد تم اعتمادها جميعًا منذ ذلك الحين متعددة البلاتين. بحلول أوائل الثمانينيات ، كان Van Halen أحد أكثر أعمال الروك نجاحًا في ذلك اليوم.  حقق الألبوم 1984 نجاحًا تجاريًا حيث بلغت مبيعاته في الولايات المتحدة 10 ملايين نسخة وأربع أغنيات فردية. كانت الأغنية المنفردة الرئيسية ، " Jump " ، هي الأغنية الوحيدة رقم واحد في الولايات المتحدة.
في عام 1985، غادر روث الفرقة ليبدأ مسيرته المهنية الفردية وحل محله المطرب الرئيسي السابق في مونتروز سامي هاجر مع هاجر، أصدرت المجموعة أربعة ألبومات أمريكية رقم واحد ومتعددة البلاتين على مدار 11 عامًا ( 5150 في عام 1986 ، OU812 في عام 1988، من أجل المعرفة الجسدية غير المشروعة في عام 1991 ، والتوازن في عام 1995). تركت هاجر الفرقة في عام 1996 قبل فترة وجيزة من إصدار المجموعة الأولى لأعظم الأغاني، أفضل ما في - المجلد الأول. حل غاري تشيرون المهاجم السابق لـ Extreme ، محل هاجر وسجل الألبوم غير الناجح تجاريًا Van Halen III مع الفرقة في عام 1998 ، قبل أن يفترق الطرق في عام 1999. ثم استمر فان هالين في فترة توقف حتى لم شمله مع هاجر في عام 2003 للقيام بجولة عالمية في عام 2004 ومجموعة أعظم الأغاني ذات القرص المزدوج أفضل ما في العالمين. غادرت هاجر مرة أخرى فان هالن في عام 2005 في عام 2006 عاد روث ، ولكن تم استبدال أنتوني على الغيتار الجهير من قبل نجل إيدي ، وولفجانج فان هالين . في عام 2012، أصدرت الفرقة ألبومها الاستوديو الأخير نوع مختلف من الحقيقة ، والذي حقق نجاحًا تجاريًا ونقديًا؛ كان أيضًا أول ألبوم لفان هالن مع روث منذ 28 عامًا والألبوم الوحيد الذي يضم وولفجانج.
تم تشخيص إدي بالسرطان في عام 2001، وتوفي بسبب المرض في 6 أكتوبر 2020 بعد شهر من وفاة والده، أكد وولفجانج أن فان هالين قد حل.

## تاريخ

### التكوين والتاريخ المبكر (1972-1977)
وُلد الأخوان فان هالن في أمستردام بهولندا وأليكس فان هالين عام 1953 وإيدي فان هالين عام 1955 ،  أبناء للموسيقي الهولندي يان فان هالين والإندونيسي المولد إندو يوجينيا فان بيرز. انتقلت العائلة إلى باسادينا ، كاليفورنيا ، في عام 1962. سرعان ما بدأ إدوارد الصغير في تعلم العزف على البيانو الكلاسيكي عن طريق الأذن ، وأصبح بارعًا للغاية لدرجة أنه فاز بمسابقة عزف البيانو السنوية لمدة عامين أو ثلاثة أعوام متتالية ، على الرغم من عدم إتقان فن الموسيقى الورقية للقراءة . بدأ الأخوان في عزف الموسيقى معًا في الستينيات ، وإدي على الطبول وأليكس على الجيتار. ومع ذلك ، بينما كان إد يسلم الصحف لسداد مجموعة الطبول الخاصة به ، كان أليكس يطور سراً شغفه وكفاءته فيها. في النهاية ، بسبب الإحباط والمنافسة الأخوية ، قال إد لأليكس ، "حسنًا ، أنت تعزف على الطبول وسأعزف على جيتارك." 

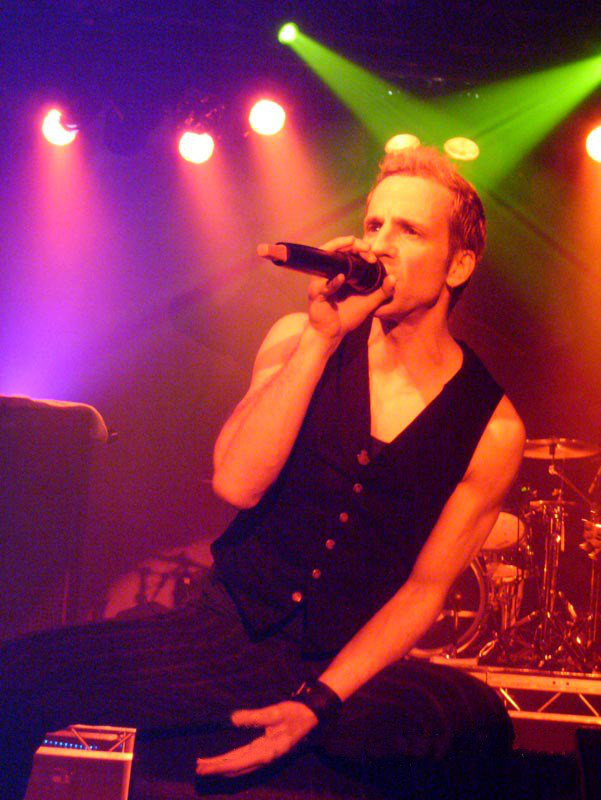
انضم المنشد غاري تشيرون (في الصورة عام 2008) إلى الفرقة لفترة وجيزة في أواخر التسعينيات.

كان المغني الرئيسي التالي لفان هالن هو جاري تشيرون ، رئيس فرقة Extreme التي كانت مقرها بوسطن آنذاك ، وهي فرقة حظيت ببعض النجاح الشعبي في أوائل التسعينيات.  وكانت النتيجة ألبوم Van Halen III . كانت العديد من الأغاني أطول وأكثر تجريبية من أعمال فان هالين السابقة. كان تباينًا ملحوظًا عن المواد السابقة ، مع التركيز على القصص أكثر من أغاني الروك التقليدية ("كم قل لي" ، مع إيدي على الغناء). كانت المبيعات ضعيفة وفقًا لمعايير الفرقة ، ولم تصل إلا إلى الشهادة الذهبية ، على الرغم من أن الألبوم بلغ ذروته في المرتبة الرابعة على مخططات الولايات المتحدة. ومع ذلك ، فقد أنتج فان هالن الثالث أغنية " Without You " ، وظهر مسار ألبوم آخر ، "Fire in the Hole" ، في المقطع الصوتي Lethal Weapon 4 . أعقب الألبوم جولة. شهدت الجولة الثالثة لعب فان هالن في بلدان جديدة ، بما في ذلك أول زيارة على الإطلاق لأستراليا ونيوزيلندا . حصلت أغنية "Without You" على المركز الأول في Billboard Mainstream Rock Charts في عام 1998 ، وهي الأغنية الثالثة عشر لأغنيتهم للقيام بذلك ، مما جعلهم الفرقة التي احتلت المرتبة الأولى في موسيقى Mainstream Rock. 